# Cristino Bermúdez de Castro
Cristino Bermúdez de Castro y Tomás (Valdemoro, 20 de septiembre de 1866-1935). General de división y gobernador militar y civil de Alicante durante la dictadura de Primo de Rivera.

## Biografía
Nació el 20 de septiembre de 1866, ingresando con 16 años en la Academia de Infantería. Tras conseguir el cargo de alférez en 1886 comienza un rápido ascenso logrando el grado de coronel de Infantería en junio de 1913.
Ejerció de subalterno en el Regimiento de Wad-Rás y en la isla de Cuba, siendo destinado como ayudante de campo del general Luis Moncada. Durante la guerra de Cuba resulta herido en la acción de Lomas del Grillo y Abra del Café que tuvo lugar el 22 de julio de 1897. Recibió cinco cruces Rojas y la medalla de Cuba. Posteriormente sería herido de nuevo y de carácter grave en las operaciones efectuadas en Ceuta y Tetuán en 1913, siendo recompensado con el grado de coronel como ya hemos mencionado.
En 1918 es ascendido a general de brigada al pasar a reserva Salvador Cortils Mas. Bermúdez de Castro obtuvo también las grandes cruces del Mérito Militar, del Mérito Naval y del Mérito Agrícola, la gran cruz de la Orden de San Hermenegildo y la medalla de Alfonso XIII entre otras.
En mayo de 1925 sufrió la amputación de una pierna. Debido a una herida de guerra que sufrió en el pecho en 1913, el gobernador padecía una alteración de la circulación femoral sufriendo desde entonces arritmia permanente. Todo esto parece que le provocó una obstrucción de los vasos sanguíneos que derivó en amputación. Bermúdez de Castro se recuperaría totalmente poco después.
Ejerció de gobernador militar de Alicante hasta junio de 1925 en que es sustituido por Mariano Montero Pérez. En junio de 1925 fue nombrado Gobernador civil de la provincia de Alicante, cargo que mantendría hasta diciembre de 1927, cuando fue nombrado Gobernador civil de la Provincia de Valencia. Desde 1923 ostentó también el cargo de gobernador civil, siendo sustituido en enero de 1928 por Modesto Jiménez de Bentrosa.
Falleció el 22 de febrero de 1935 a los 68 años.